# Emmanuel Frimpong
Emmanuel Frimpong (Accra, Ghána 1992. január 10.) ghánai labdarúgó, jelenleg nincs csapata. Két állampolgársága van, angol és ghánai, de közölte, hogy a ghánai válogatottat fogja választani

## Pályafutása
Frimpong Kumasiban született, Ghána egyik városában. Később elköltözött Tottenhambe szüleivel, így 2 állampolgársága van ghánai és angol. Már nagyon fiatal korában felfedezte tehetségét a londoni együttes, az Arsenal FC. 14 évesen abba kellett hagynia tanulmányait, hogy a focira tudjon összpontosítani, így otthagyta a Gladsmore Közösségi Iskolát.
Emmanuel Frimpong 9 évesen csatlakozott az észak-londoni Arsenal FC klubhoz. Az ifjúsági akadémián első góljait a Coventry City ellen és a Milton Keynes Dons ellen szerezte. 2009. október 5-én mutatkozott be a tartalék csapatban, egy Chelsea elleni rangadón. Frimpong és néhány akadémiai csapattársa ott ült a padon az Arsenal, és a Sheffield United elleni mérkőzéseken. 2009. május 22-én Emmanuel az angol ifjúsági labdarúgó kupa döntőjében negyedórával a lefújás előtt megsérült a Liverpool csapata ellen, így a fiatal játékost lecserélni kényszerültek. A 2010-11-es szezon összes felkészülési meccsén részt vett Frimpong, a szurkolók és Arséne Wenger is favorizálta őt. 2010. augusztus 10-én Emmaunel Frimpong keresztszalag szakadást szenvedett a térdében, így kénytelen volt bő 9 hónapot kihagyni.
2011. június 10-én tért vissza a hosszas sérülésből az ifjú középpályás, azt állította hogy tárgyalásokat folytat az angol másodosztálybeli Cardiff Cityvel és a harmadosztálybeli Charlton Athleticel. Persze a tárgyalások csak kölcsönről szóltak, ugyanis Frimpong azt állította, hogy nem kapja meg a megfelelő lehetőséget.
Frimpong játékstílusát Alex Songhoz hasonlítják, már-már Song utódjának is nevezik a ghánait, hisz egy poszton játszanak és teljesen hasonlóak, mentálisan is. Számos hasonló afrikai játékossal hasonlítják még össze, többek közt Michael Essiennel is.

### 2011-12-es szezon
2011. július 13-án Frimpong a padról állt be a második félidőt követően az Ázsia Malajzia XI. ellen. 2011. augusztus 13-án debütált először az angol első osztályú bajnokságban a Newcastle United ellen amikor Tomas Rosicky helyére jött be a második félidő vége fele. Az Arsenal Udinese elleni Bajnokok Ligája-selejtező mérkőzésén újra a cseh Rosicky helyére jöttbe a 73. percben. A Liverpool elleni rangadón kezdő volt a keretben, de a 70. percben kiállították amikor megszerezte második sárga lapját a mérkőzésen.
| „               | Azt hiszem Frimpong egy tehetség, kiváló játékos. Egy igazi harcos, és győztes típusú. | ” |
| – Arséne Wenger |                                                                                        |   |

### Barnsley
2014. január 31-én bejelentették, hogy végleg elhagyja az Arsenalt a másodosztályú Barnsley kedvéért. A bemutatkozó meccsén 30 perc után kiállították.

## Válogatott
2007-ben úgy döntött Frimpong, hogy csatlakozik az angol U16-os kerethez. 2008 márciusában a Montaigui tornán, a német U16-os válogatott ellen szerezte meg az első nemzetközi gólját, mikor betalált a 71. percben, így Anglia nyert 1-0-ra. Emmanuelt behívták az angol U19-es válogatottba a következő mérkőzésre, amit a  szlovák válogatott ellen játsszák. A későbbiekben azonban egy súlyos keresztszalag szakadást szenvedett a fiatal játékos, így hosszú távon nem lehetett rá számítani.
2011. február 11-én azt mondta Frimpong: 
| „ | Mindig is mondtam a családomnak, hogy ha Ghánai válogatott behív, én személyesen elmegyek kerékpárral Angliából Ghánába, hogy játsszak a válogatottal. | ” |
| – | |   |

Augusztusban behívta a ghánai válogatott az ifjú középpályást egy barátságos mérkőzésre Nigéria ellen amit Watfordban rendeztek volna meg a Vicarage Roadon, de a mérkőzést elhalasztották, ugyanis Angliában rendkívül nagy zavargások keletkeztek. Abban a hónapban Frimpongot behívta az angol U21-es válogatott. 2011. szeptember 6-án a fiatal ghánai kijelentette, hogy a jövőben a ghánai labdarúgó válogatottban szeretné folytatni nemzetközi pályafutását.

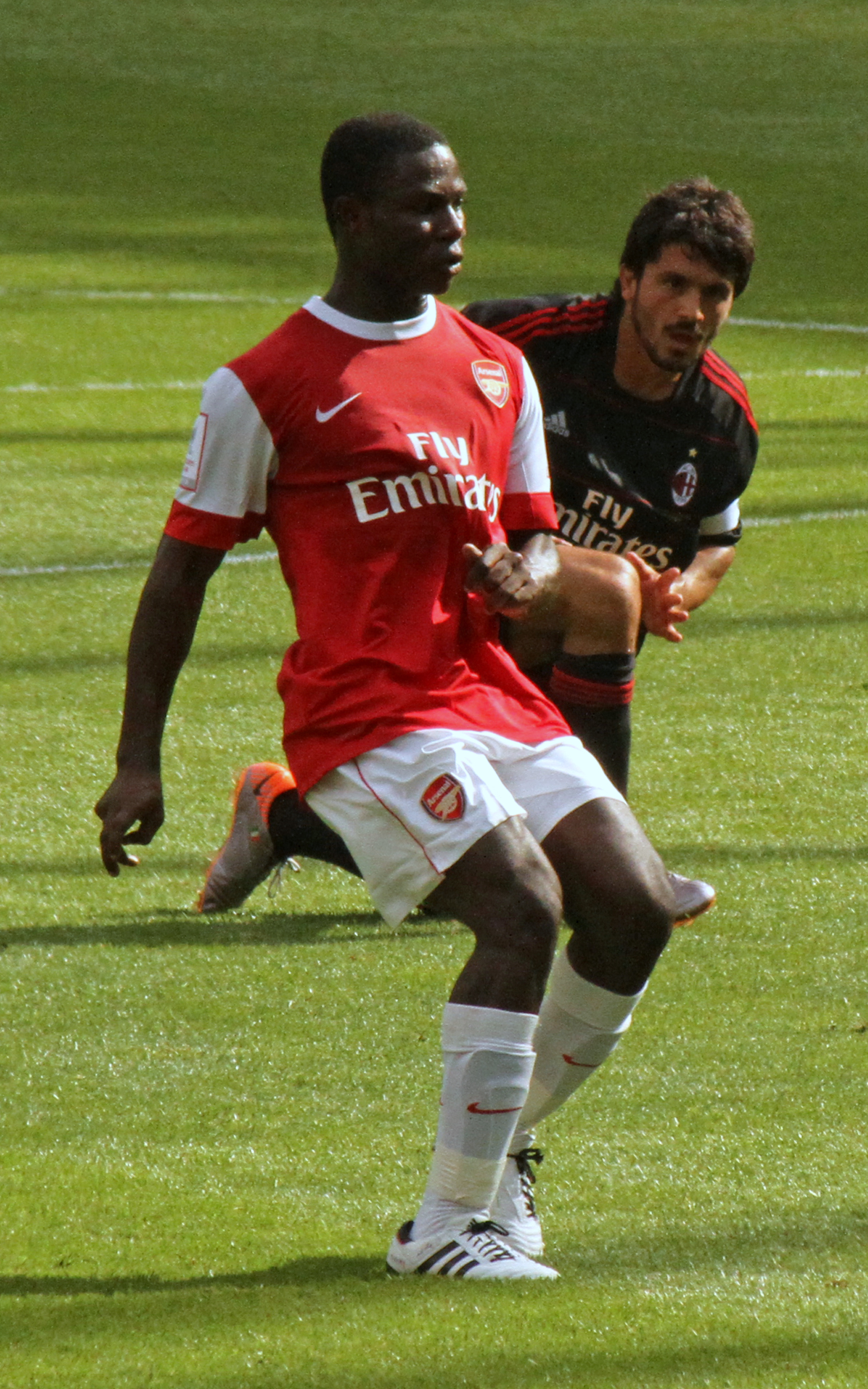
Emmanuel Frimpong és Gennaro Gattuso az Emirates kupán

Még 2009-ben nyilatkozta válogatottjáról Emmanuel Frimpong: 
| „ | Nem érdekel mi történik, én mindig Ghánáért fogok játszani, mert ghánai vagyok. | ” |
| – |                                                                                 |   |

## Statisztika
| Klub                                | Szezon          | Liga | Liga  | Liga     | FA kupa | FA kupa | FA kupa  | Liga kupa | Liga kupa | Liga kupa | Európa | Európa | Európa   | Összesen | Összesen | Összesen |
| Klub                                | Szezon          | Mérk | Gólok | Gólpassz | Mérk    | Gólok   | Gólpassz | Mérk      | Gólok     | Gólpassz  | Mérk   | Gólok  | Gólpassz | Mérk     | Gólok    | Gólpassz |
| ----------------------------------- | --------------- | ---- | ----- | -------- | ------- | ------- | -------- | --------- | --------- | --------- | ------ | ------ | -------- | -------- | -------- | -------- |
| Arsenal FC                          | 2011–12         | 6    | 0     | 0        | 0       | 0       | 0        | 3         | 11        | 0         | 5      | 0      | 0        | 14       | 0        | 0        |
| Wolverhampton Wanderers(kölcsönben) | 2011–12         | 6    | 0     | 0        | 0       | 0       | 0        | 0         | 0         | 0         | 0      | 0      | 0        | 5        | 0        | 0        |
| Wolverhampton Wanderers(kölcsönben) | Karrierje során | 11   | 0     | 0        | 0       | 0       | 0        | 3         | 0         | 0         | 5      | 0      | 0        | 19       | 0        | 0        |

(2011. szeptember 17.)

## Díjak, sikerek
Arsenal FC :
- Angol ifjúsági labdarúgó kupa : 2008-09
- Angol labdarúgó akadémia bajnokság : 2008-09, 2009-10

 Angol U16 :
- Montaigui torna : 2008